# Eleocharis atropurpurea
Eleocharis atropurpurea là loài thực vật có hoa trong họ Cói. Loài này được (Retz.) J.Presl & C.Presl mô tả khoa học đầu tiên năm 1828.